# Heden Sted
|  | Denne artikel er oprettet af botten Steenthbot ud fra en ekstern database. Den kan derfor have sproglige fejl eller mangler. Denne skabelon kan fjernes efter kontrol af indholdet. |

Heden Sted er en dansk dokumentarfilm fra 1990 instrueret af Lars Ahlmark efter eget manuskript.

## Handling
Et portræt af livet i en lille jysk by. Som et puslespil lægges brikkerne ud: Lokalradioens ønskeprogram, plejehjemmet og dets beboere, en ung mand, der er i fængsel, et kristent møde, fest på kroen og en gammel mand på en mark med sin harmonika og en øl. Toget passerer den lille by ude i horisonten. Hvad tror de på i byen, hvordan står det til med sammenholdet? Del af serien »Video- og TV-Laboratoriet 1990«.